# Gravitacijska leča
Gravitacijska leča je masivno telo ali sistem teles, ki zaradi svojega gravitacijskega polja ukrivlja pot elektromagnetnemu valovanju (in svetlobi). Podobno ukrivlja pot svetlobi navadna optična leča. Kot masivno telo lahko nastopa jata galaksij ali podobno telo z veliko maso. Nahaja se med opazovalcem (na Zemlji) in močnim izvorom elektromagnetnega valovanja (npr. kvazarjem). Masivno telo obdaja gravitacijsko polje, ki spremeni smer žarkov, ki izhajajo iz vira elektromagnetnega valovanja. Ta pojav imenujemo tudi gravitacijsko lečenje (gravitacijsko fokusiranje). Predvidel ga je že Albert Einstein (1879 – 1955) v svoji splošni teoriji relativnosti. Pojav so prvič potrdili z opazovanjem tako imenovanega dvojnega kvazarja (oznake: SBS 0957+561 ali TXS 0957+561 ali QSO 0957+561 A/B ali QSO 0957+561), ki se nahaja v ozvezdju Velikega medveda (Ursa Major).

## Opis
Gravitacija masivnega telesa močno popači prostor-čas v okolici. To popačenje povzroči, da se tudi poti žarkov elektromagnetnega valovanja (in s tem tudi svetlobe) ukrivijo. To lahko povzroči, da se okrog slike vira svetlobe za opazovalca na Zemlja pojavi navidezni obroč (glej Einsteinov obroč) ali več slik (glej Einsteinov križ) vira valovanja v ozadju. To je prvi opisal ruski fizik Orest Danilovič Hvolson (1852 – 1934) v letu 1824, teoretično pa je pojav obdelal Albert Einstein v letu 1936. 

## Tri oblike gravitacijskega lečenja
Po velikosti mase, ki povzroča gravitacijsko lečo, poznamo tri oblike navideznega premika poti elektromagnetnih žarkov, ki ga imenujemo lečenje (s tem ga razlikujemo od zbiranja žarkov v gorišču – fokusu): 
- močno gravitacijsko lečenje, kjer lahko dobro vidimo pojave kot so Einsteinov obroč, loki in večkratne slike. Nastane ob črnih luknjah, galaksijah in jatah galaksij
- šibko gravitacijsko lečenje je tisto, pri katereme so spremembe slik izvorov iz ozadja manjše. Opazimo jih lahko samo z analizo večjega števila izvorov.
- gravitacijsko mikrolečenje ne daje popačenj oblike. Opazimo lahko samo časovne spremembe v jakosti svetlobe, ki jo dobimo od izvora v ozadju. Telesa, ki povzročajo nastanek mikrolečenja so zvezde v Rimski cesti. Pojav je zelo šibek. Z njim lahko opazimo telesa, ki so velika kot planeti do velikosti zvezd.